# Walter Roussenq
Walter Roussenq (Rio do Sul, 26 de outubro de 1923 — , 31 de agosto de 1978) foi um político brasileiro.
Filho de Manoel Roussenq e de Rosa Roussenq. Casou com Lídia Roussenq e exerceu a profissão de servidor autárquico.
Foi deputado à Assembleia Legislativa de Santa Catarina na 4ª legislatura (1959 — 1963) e na 5ª legislatura (1963 — 1967), como suplente convocado.